# 芬妮·法默

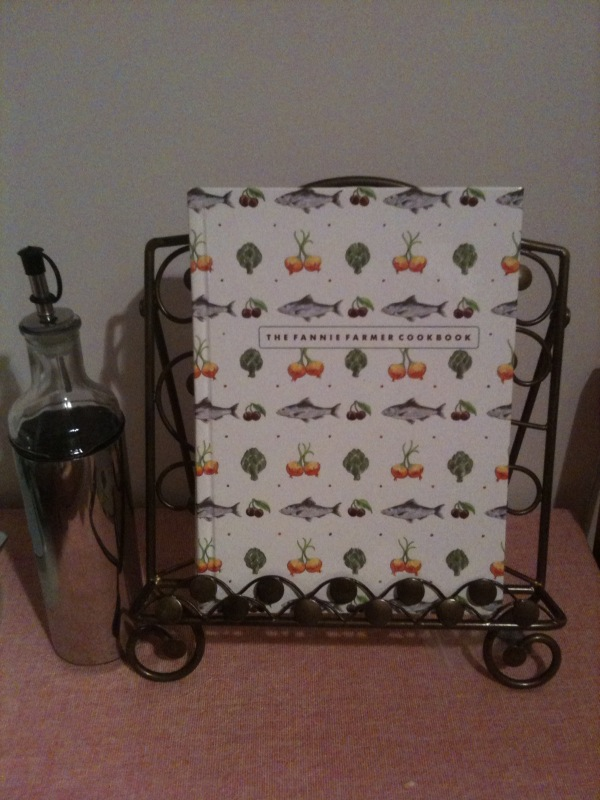
芬妮‧法默的烹飪書，1996年精装版。

芬妮‧法默（1857年3月23日—1915年1月15日）是美國烹飪專家，出版《波士頓廚藝學校食譜》成為廣泛被使用的烹飪教科書。

## 教育
芬妮‧法默出生於1857年3月23日美國麻薩諸塞州波士頓，母親瑪麗‧沃特森‧梅里特是編輯和父親約翰‧富蘭克林‧法默是印刷工。雖然她在家中女兒最年長的，生在高度重視教育的家庭中，芬妮‧法默被期待去上大學，但在16歲就讀梅德福高中癱瘓中風。法默不能繼續完成正規學術教育；幾年來，她無法走路，且在家受父母照顧。 在此期間法默開始烹飪，進而將母親的房子改成宿舍，其中餐飲方面享有盛譽。
在30歲的法默，可以自行走路（但實際上還有跛行，一直沒有完全痊癒），經由查爾斯‧蕭夫人的建議入學波士頓的烹飪學校 。法默在學校接受訓練到1889年，此期間研習家政、學習家政科學的關鍵要素，包括營養和飲食、療養烹飪、清潔和衛生技術、食物化學分析、烹飪和烘培技術和家政管理。法默在校表現一直保持頂尖。爾後，擔任助理主任。在1891年，她擔任學校校長。

## 烹飪書的名聲
芬妮‧法默在1896年出版最知名的著作《波士頓廚藝學校食譜》。她的食譜書標準化一湯匙和一杯的概念，並量化測量。 此書是在1884年《林肯太太的波士頓的烹飪書》版本的延續，法默被批評有使用此書的食譜，最終法默在著作波士頓廚藝學校食譜中收錄1,850個食譜，從牛奶土司到Zigaras à la Russe。收錄家務開支、清潔、乾燥蔬果和營養資訊。
此書發行商（Little, Brown & Company）沒有估算好首刷只有3,000份，是作者法默出資出版。這本書在美國很受歡迎，後續的烹飪書皆會談到《波士頓廚藝學校食譜》，且持續出版100年。
法默提供科學解釋食物在烹飪中產生的化學變化過程，有助於美國廚藝中的測量系統標準化。在《波士頓廚藝學校食譜》出版之前，其他美國食譜常常寫「一塊雞蛋大小的奶油」或「一茶杯的牛奶」等量。法默則有系統的討論測量標準「一杯的量」、「一湯匙的量」、「一茶匙的量」，讓她有測量之母的美譽。
法默在1902年離開波士頓烹飪學校並創立法默小姐的烹飪學校。 她開始教淑女和家庭主婦烹飪的基本理論，但她致力於研發給生病期間的膳食與營養，名為《病患與康復期的食物與烹飪》有30頁和糖尿病有關。法默被邀請到哈佛醫學院演講，開始教醫生和護士病患在恢復期的膳食與營養。 她覺得給病患適當的食物是非常重要的，她相信將會在此領域有所成就被後世紀念，而不是她在家事烹飪的成就。當時，法默比其他人都更了解病房食物的外觀、味道、擺設能夠帶給病患和食慾不振的人有多重要。她將品質排在成本和營養價值之上。

## 晚年
在她晚年最後的七年，法默使用輪椅。儘管他行動不便，法默持續演講、寫作和研發新食譜；她在辭世前10天還有公開演講。 《波士頓晚上的講稿》刊登在全國報紙。法默也對在哈佛醫學院的護士和營養師演講，教授膳食準備。在美國許多廚師和家庭廚師之間，芬妮‧法默的名子依然等同於精準、標準和好食物。
芬妮‧法默死於1915年，57歲，埋葬於麻薩諸塞州劍橋奥本山公墓。